# テュービンゲン旧植物園

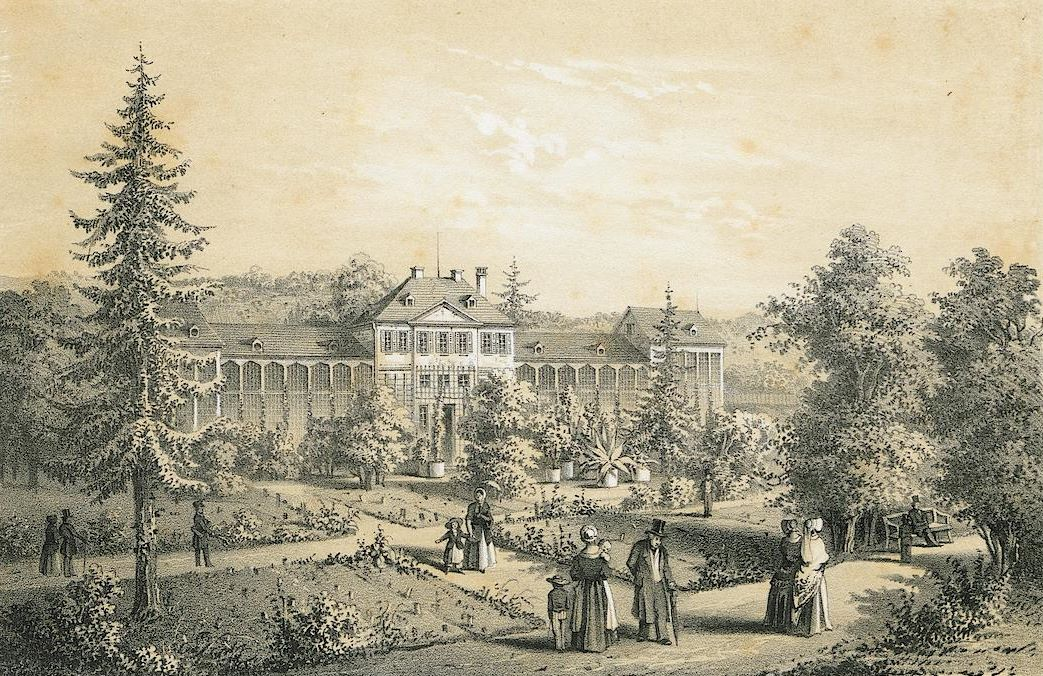
1855年頃の植物園

テュービンゲン旧植物園（テュービンゲンきゅうしょくぶつえん、ドイツ語 Alter Botanischer Garten Tübingen） はドイツの植物園で、1996年にテュービンゲン大学植物園が新設され、旧植物園は地域公園になっている。

## 歴史
テュービンゲンの植物園の歴史はテュービンゲン大学に医学部の教授として招かれたレオンハルト・フックスが「修道女の家」（Nonnenhaus）の近くに初めて薬草園を開いた1535年まで遡ることができる。1663年にヴュルテンベルク公、エーバーハルト3世が大学の植物園"Hortus medicus"をつくり、大学に庭師をおいた。1681年に、医師のゲオルク・バルタザール・メッツガーが園長に任じられ、1688年からはルドルフ・ヤーコプ・カメラリウスが園長を継いだ。1744年に最初の温室が作られ、1751年から、高名な植物学者、ヨハン・ゲオルク・グメリンが園長を務めた。1804年頃から、ヴュルテンベルク国王、フリードリヒ1世によって植物園の拡張が始められ、古い墓地と旧馬術競技場の敷地が購入され、カール・フリードリヒ・キールマイヤーの指揮下で新しい温室や講義棟が建設され、19世紀前半に最盛期をむかえた。1820年に最初の目録が出版され、1859年までに栽培される植物は5,226種に達した。1878年にヴィルヘルム・ペッファーが園長となり、1886年にかなりの大きさのパームハウスが作られた。
1969年にテュービンゲン大学に新しい植物園が設立され、地域公園となった。

## 植物園の画像

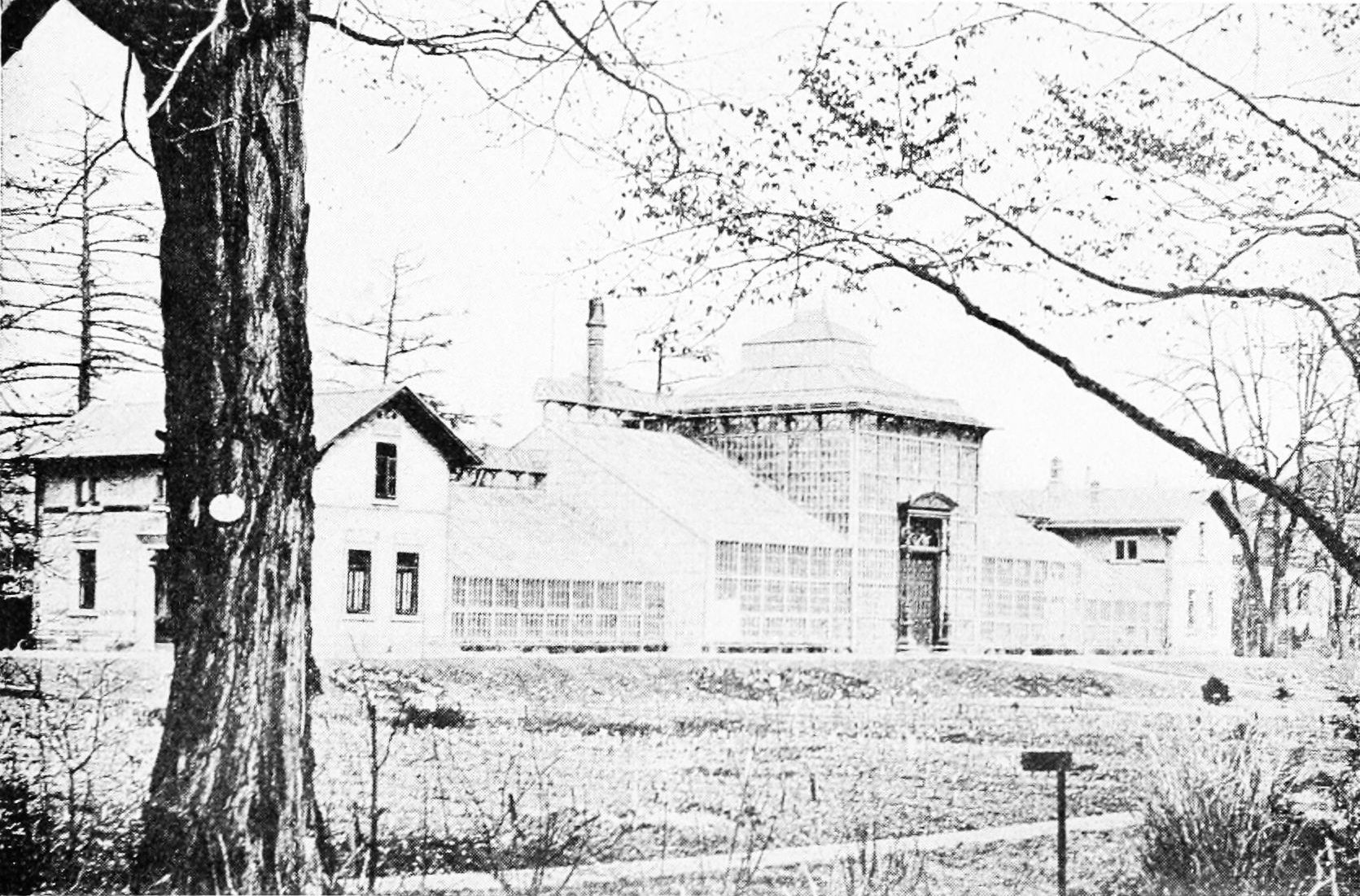
パームハウス
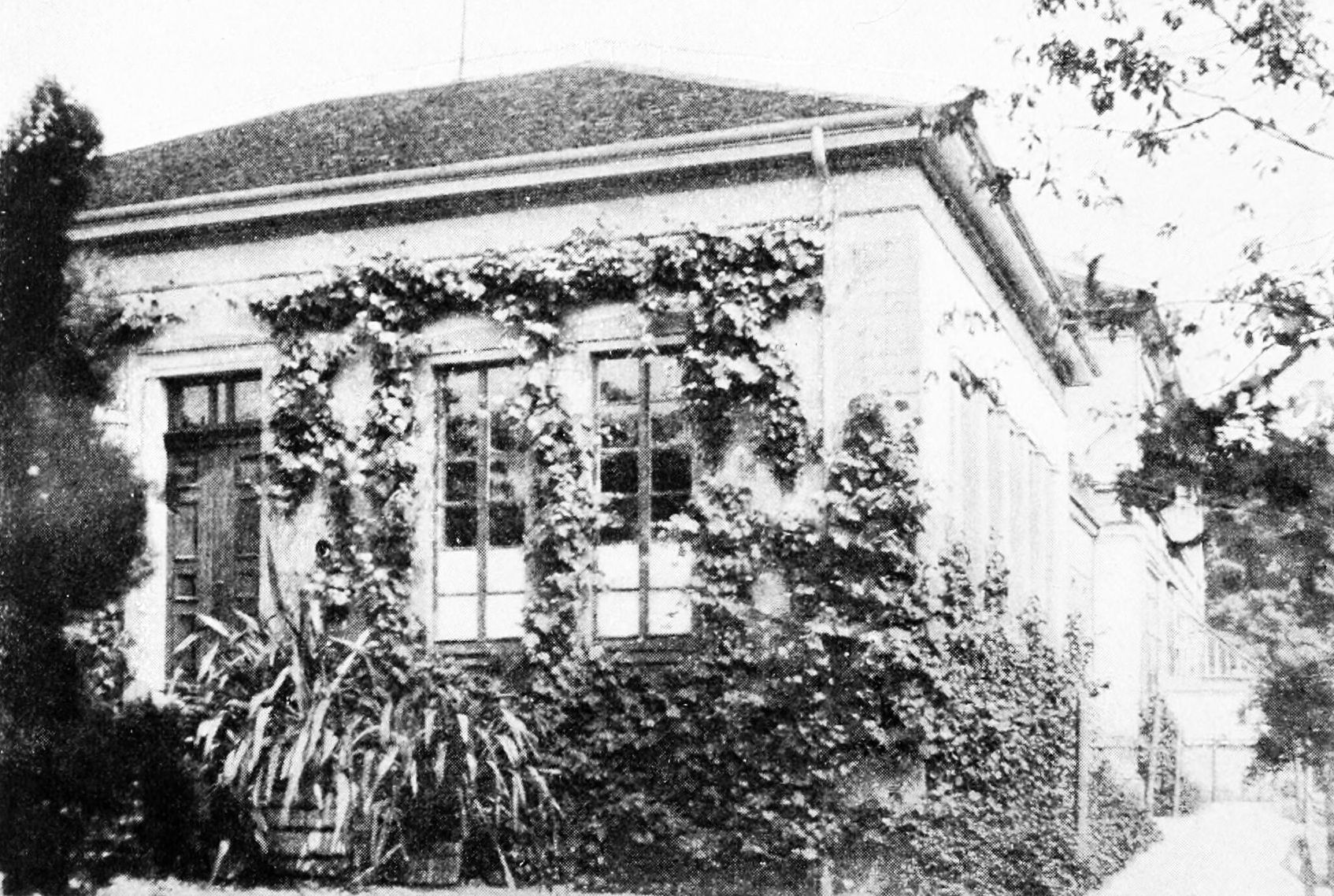
講義棟